# بتا پرگار
بتا پرگار یک ستاره است که در صورت فلکی دوپرگار قرار دارد.